# 比亞里卡湖
39°15′S 72°05′W / 39.250°S 72.083°W

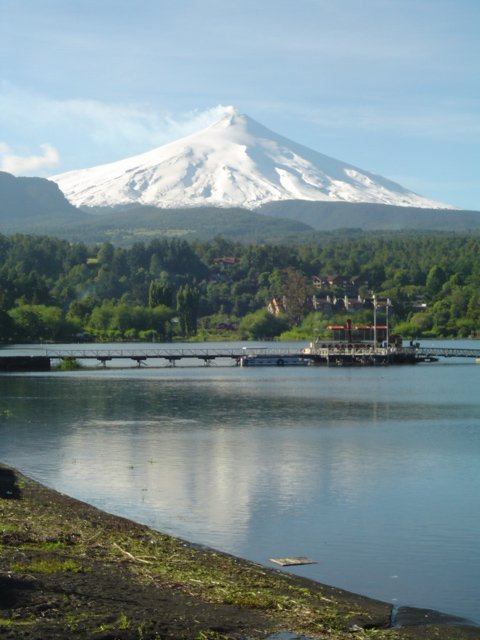

比亞里卡湖是智利的湖泊，位於該國南部，由阿勞卡尼亞大區負責管轄，面積173平方公里，海拔高度230米，最大水深165米。1960年智利大地震中，該湖的湖水氾濫，湖岸的房屋遭受破壞。